# Johnny Bayersdorffer

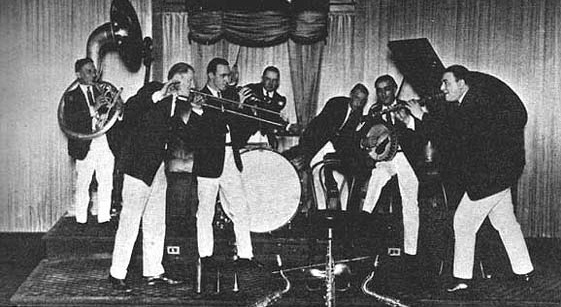
Johnny Bayersdorffer (derde van links) met zijn Jazzola Novelty Orchestra, 1922.

Johnny Bayersdorffer (New Orleans, 4 september 1899 - 14 november 1969) was een Amerikaanse trompettist, kornettist en tenorsaxofonist in de dixieland-jazz.
Bayersdorffer speelde in de jaren twintig in lokale bands in New Orleans en in andere steden, waaronder Chicago. Een van die groepen was van Tony Parenti. Hij had in die tijd ook zijn eigen bands (Jazzola Ltd. Band, Johnny Bayersdorffer and His Jazzola Novelty Orchestra), musici daarin waarin onder andere Nappy Lamare en Tom Brown. Eind jaren twintig was hij actief in Chicago en New York. Hij werkte met onder meer pianist Lee Shore, die met hem in de auto zat bij een auto-ongeluk tijdens een tournee. Bayersdorffer was pas terug in de muziek in de jaren vijftig. Hij speelde voornamelijk in New Orleans, in de uren dat hij niet aan het werk was als ambtenaar.

## Bron
- Biografie op Allmusic, door Eugene Chadbourne

- Library of Congress Control Number: no93024829
- MusicBrainz: cd4dfa99-b8d4-4ddf-9ec5-3cd12b250c8e
- Virtual International Authority File: 58651979
- WorldCat: E39PBJrcmx9FQhxMTbQXC3BgKd